# フォトグラフィカ (小惑星)
フォトグラフィカ (443 Photographica) は小惑星帯に位置する小惑星。1899年2月17日、マックス・ヴォルフとアルノルト・シュヴァスマンがハイデルベルクで発見した。
写真を意味するラテン語に因んで名付けられた。